# Heliconius metalilis
Heliconius metalilis är en fjärilsart som beskrevs av Butler 1873. Heliconius metalilis ingår i släktet Heliconius och familjen praktfjärilar. Inga underarter finns listade i Catalogue of Life.